# Valientes (telenovela española)
Valientes es una telenovela española, coproducida por Zebra Producciones, adaptación de su homónima Argentina, para la cadena Cuatro. Se estrenó el 25 de enero de 2010 en la sobremesa, como sustituto de Fama, ¡a bailar!. Un mes después de su estreno, en concreto el 25 de febrero, el canal dio a conocer públicamente la cancelación de la serie por no haber conseguido los datos de audiencia esperados. La noticia fue comunicada al equipo y elenco de actores el día anterior. El resto de episodios no emitidos pudieron verse por PlayCuatro.
Protagonizada por Julián Gil, Marco de Paula y Michel Gurfi, con las participaciones antagónicas de Marta Belmonte y Héctor Noas. 

## Argumento
Hace veinticinco años, Lorenzo Gómez Acuña (Héctor Noas), el hombre más poderoso de una población cercana a la capital, cambió el destino de los tres hermanos Soto. Arrebató al padre de los muchachos las tierras que trabajaba, único obstáculo para su gran proyecto inmobiliario, y dejó al desafortunado Pedro Soto impotente y sin medios para mantener a sus hijos. Engañado, traicionado y desesperado, decide quitarse la vida, según les dicen a sus tres hijos. Sin otra familia a la que acudir, los tres pequeños –Leo (Julián Gil), Pablo (Marco de Paula) y Mario (Michel Gurfi)- son separados y entregados en adopción a tres parejas sin relación entre sí. Pasaron los años, y Leo, el mayor de los hermanos, que pasó su juventud en América, regresa a su país natal, y decide reunirles de nuevo con la intención de vengarse de Lorenzo. Pero no es una labor fácil: la pista del hermano mediano, Pablo, se pierde en un minúsculo pueblo en el norte de Jaén y Mario, el más pequeño, fue acogido por una pareja de la ciudad y tras una difícil juventud, se trasladó a Argentina donde se encuentra encarcelado por un delito menor.
Con la venganza como motor, Leo reunirá a sus hermanos para iniciar una nueva vida bajo una identidad falsa, y desenmascarar a Don Lorenzo Gómez Acuña. Pero en el camino van a descubrir una dificultad con la que no contaban: el plan de Leo pasa por utilizar a las hijas del empresario, para devolverle el daño que este les hizo, pero no tendrá en cuenta que entre unos y otros puede surgir el amor. Isabel y Pablo terminan casándose y esperando un hijo. Mario se queda solo y amargado.

## Elenco
- Julián Gil - Leonardo Soto
- Marta Belmonte - Juana Gómez-Acuña
- Thaïs Blume - Isabel Gómez-Acuña
- Marta Milans - Alba Varela / Alba Gómez-Acuña Varela
- Marco de Paula - Pablo Soto
- Michel Gurfi - Mario Soto
- Héctor Noas - Lorenzo Gómez-Acuña
- Elvira Lomba - Laura de Gómez-Acuña
- Belinda Washington - Alicia Varela
- Paca López - Mercedes
- Alberto Rubio - Borja
- Gale - Jorge
- Vicente Renovel - Huevo
- José Luis Díaz - Federico Santorcaz
- Alfonso Vallejo - Germán
- Belén Cascón - Raquel
- Guillermo Vallverdú - Maurizio

## Episodios y audiencias
En la siguiente tabla figuran los episodios y audiencias.
| #  | Título                      | Espectadores | Cuota | Fecha de emisión      |
| -- | --------------------------- | ------------ | ----- | --------------------- |
| 1  | 3 Hermanos                  | 675.000      | 5,1%  | 25 de enero de 2010   |
| 2  | Sabotaje                    | 675.000      | 5,1%  | 25 de enero de 2010   |
| 3  | Dinero en el taller         | 555.000      | 4,0%  | 26 de enero de 2010   |
| 4  | ¿Quién ha robado el dinero? | 599.000      | 4,3%  | 27 de enero de 2010   |
| 5  | Comienza la venganza        | 601.000      | 4,5%  | 28 de enero de 2010   |
| 6  | Cumpleaños, ¿feliz?         | 601.000      | 4,3%  | 29 de enero de 2010   |
| 7  | Valiosa información         | 583.000      | 4,4%  | 1 de febrero de 2010  |
| 8  | Bárdenas es secuestrado     | 660.000      | 5,0%  | 2 de febrero de 2010  |
| 9  | Los celos de Leo            | 567.000      | 4,3%  | 3 de febrero de 2010  |
| 10 | El secuestro                | 571.000      | 4,1%  | 4 de febrero de 2010  |
| 11 | Parejas desparejadas        | 488.000      | 3,7%  | 5 de febrero de 2010  |
| 12 | Perdóname tú                | 560.000      | 4,0%  | 8 de febrero de 2010  |
| 13 | Crisis de ansiedad          | 568.000      | 4,1%  | 9 de febrero de 2010  |
| 14 | De vuelta en casa           | 573.000      | 4,3%  | 10 de febrero de 2010 |
| 15 | Paciencia, paciencia        | 582.000      | 4,3%  | 11 de febrero de 2010 |
| 16 | Dinero va, dinero viene     | 487.000      | 4,0%  | 11 de febrero de 2010 |
| 17 | Los problemas crecen        | 554.000      | 4,0%  | 12 de febrero de 2010 |
| 18 | Socios                      | 520.000      | 3,5%  | 15 de febrero de 2010 |
| 19 | El primer beso              | 534.000      | 3,7%  | 16 de febrero de 2010 |
| 20 | Qué quieres de mí           | 502.000      | 3,7%  | 17 de febrero de 2010 |
| 21 | Silencio por dinero         | 522.000      | 3,8%  | 18 de febrero de 2010 |
| 22 | Olvídame                    | 541.000      | 3,9%  | 19 de febrero de 2010 |
| 23 | Nada tuyo                   | 320.000      | 3,0%  | 22 de febrero de 2010 |
| 24 | El compromiso               | 287.000      | 2,7%  | 23 de febrero de 2010 |
| 25 | Dime la verdad              | 308.000      | 2,9%  | 24 de febrero de 2010 |
| 26 | Flores y fuego              | 285.000      | 2,7%  | 25 de febrero de 2010 |
| 27 | Un día especial             | 270.000      | 2,6%  | 26 de febrero de 2010 |

## Banda sonora
Las dos canciones principales de la banda fueron compuestas e interpretadas por Ruth Lorenzo:
- Quiero ser valiente (créditos de inicio)[2]

- Te puedo ver (créditos finales)[2]